# دیوید آدامز

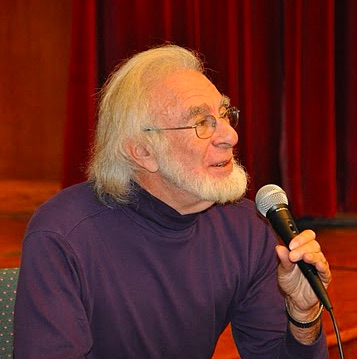
دیوید آدامز

دیوید آدامز (به انگلیسی: David Adams)؛(زاده: ۱۹۳۹ در میزوری) فعال صلح، دانشمند، محقق، نویسنده و روزنامه‌نگار است. او پس از حرفه‌ای شدن در یونسکو به عنوان استاد در دانشگاه وسلین تدریس کرد. وی درپی
تحقیقات آزمایشگاهی روی م، غز مقالات علمی بسیاری طی این مدت منتشر کرد. در یونسکو روی فرهنگ صلح کار می‌کرد که سرانجام منجر به برگزاری بین‌المللی سال جهانی فرهنگ صلح شد. او در حال حاضر هماهنگ‌کننده شبکه اخبار فرهنگ صلح و نویسنده کتاب‌های متعددی در این زمینه است.

## فعالیت علمی
دیوید آدامز از سال ۱۹۵۷ تا ۱۹۶۲ به دانشگاه کلمبیا رفت و سپس به دانشگاه ییل ۱۹۶۲–۱۹۶۸ منتقل شد و دکترای خود را در رشته روان‌شناسی به پایان برد. رساله دکترای او متعاقباً در مجله ساینس با عنوان «سلول‌های مرتبط با رفتار جنگی گربه در ماده خاکستری متشکل از نورون‌های نیمه مغزش» منتشر شد. وی به عنوان استادیاری، دانشیار و سپس استاد دانشگاه وسلین به کار آکادمیک پرداخت، او به مکانیسم‌های خوی تجاوز در مغز انسان پرداخت و تحقیقات خود را بر پایه مفهوم فرهنگ صلح ادامه داد. در زمینه خوی تجاوزگری و کشف پایه زیستی آن با انجمنهای بین‌المللی همکاری کرد. او با انجمن بین‌المللی تحقیق در مورد تجاوز، کار کرد تا روند متفاوتی را نشان دهد و در نتیجه منجر به صدور اعلامیه خشونت در سویا اسپانیا توسط یونسکو شد، آنچنانکه نشان داد جنگ یک مقوله علمی است و ساختار بیولوژیکی آن را تعیین نمی‌کند، به نقل از مارگارت مید در مورد گونه‌ها می‌نویسد «همان گونه‌ای که که باعث خلق جنگ شده‌است قادر است صلح را هم ایجاد کند»

## یونسکو و بازنشستگی
از سال ۱۹۹۲ تا ۲۰۰۱، آدامز به عنوان مشاور، حرفه‌ای و مدیر فرهنگ صلح یونسکو مشغول به کار بود و در موضع رئیس هیئت‌های کاری، سمینارهای سال جهانی فرهنگ صلح را برگزار می‌کرد.
از زمان بازنشستگی در یونسکو، آدامز برای دهه‌ها هماهنگ‌کننده گزارش‌های میان دوره‌ای و نهایی جامعه مدنی در زمینه صلح و عدم خشونت برای کودکان جهان است. وی همچنین هماهنگ‌کننده شبکه خبری اخبار فرهنگ و صلح و کتاب‌های نوشته شده در مورد فرهنگ جنگ و فرهنگ صلح می‌باشد.
آدامز با شریک خود کیکی چاوین در نیوهیون، کنتیکت (ایالات متحده آمریکا) و نرماندی (فرانسه) زندگی می‌کند.

## انتشارات
آدامز بیش از ۶۰ مقاله در مجلات علمی منتشر کرده که بسیاری از آن‌ها در کتابهای اینترنتی سیستم‌های تجاوز به ثبت رسیده‌است.

## کتاب‌ها
- جنبش‌های صلح آمریکایی، Advocate Press, 1985[۸]
- اعلامیه سویا در مورد خشونت: تهیه زمینه برای ایجاد صلح[۹]
- روان‌شناسی برای فعالان صلح، آمازون ۱۹۹۵[۱۰]
- یونسکو و فرهنگ صلح: ترویج جنبش جهانی، یونسکو ۱۹۹۵[۱۱]
- تاریخ فرهنگ جنگ، آمازون، ۲۰۰۹[۱۲]
- من سرزمین موعود را دیدم: یک Novella Utopian آمازون، ۲۰۰۹[۱۳]
- صلح جهانی از طریق تالار شهر، آمازون، ۲۰۱۵[۱۴]
- در آغوش آتش: بذر را برای فرهنگ صلح بکار ببرید. آمازون ۲۰۱۵[۱۵]
- فرهنگ صلح: یک اتوپیا احتمالی (ترجمه توسط روبرتو مرکدیلو)، هرسر ویرایشال ۲۰۱۵[۱۶]